# Alejandro Pierola
Alejandro Pierola (Santiago del Cile, 20 novembre 1949) è un ex tennista cileno.

## Carriera
Ha ottenuto i risultati migliori in Italia, nel 1979 ha raggiunto la finale del Tennis Napoli Cup, due anni dopo ha raggiunto i quarti in singolare ai Campionati Internazionali di Sicilia e la finale nel doppio alla Tennis Napoli Cup, infine nel 1982 ha raggiunto i quarti di finale a Venezia sconfiggendo l'ottava testa di serie Claudio Panatta nel suo percorso.
Nei tornei dello Slam è avanzato al secondo turno al Roland Garros 1978 dove è stato sconfitto da Manuel Orantes, in carriera ha raggiunto la 76ª posizione in classifica nel 1979.